# Honnatagi, Devadurga
Honnatagi là một làng thuộc tehsil Devadurga, huyện Raichur, bang Karnataka, Ấn Độ.